# Bahia dissecta
Bahia dissecta là một loài thực vật có hoa trong họ Cúc. Loài này được (A.Gray) Britton mô tả khoa học đầu tiên năm 1889.